# Swertia wardii
Swertia wardii là một loài thực vật có hoa trong họ Long đởm. Loài này được C. Marquand miêu tả khoa học đầu tiên năm 1929.